# Teyon Ware

Zawodnik Oklahoma Sooners

Teyon Ware (ur. 13 sierpnia 1983) – amerykański zapaśnik w stylu wolnym. Zajął 30 miejsce na mistrzostwach świata w 2011. Brązowy medal na igrzyskach panamerykańskich 2011 i srebrny na mistrzostwach panamerykańskich w tym samym roku. Dziesiąty w Pucharze Świata w 2010 roku.
Zawodnik Edmond North High School z Edmond i University of Oklahoma. Cztery razy All-American (2003–2006) w NCAA Division I, pierwszy w 2003 i 2005; drugi w 2006; szósty w 2004 roku.